# Ausgerissen! Was nun?
Ausgerissen! Was nun? ist eine sozialkritische Fernsehreihe der ARD aus dem Jahr 1978. Sie schildert Geschichten jugendlicher Ausreißer und die schwierige Arbeit ihrer Helfer. Die Ausstrahlung erfolgte in den Vorabendprogrammen der Regionalsender.

## Handlung
Im Mittelpunkt der Reihe mit in sich abgeschlossenen Episoden und wechselnden Schauspielern stehen Geschichten über jugendliche Ausreißer, Hintergrund und Motivation für ihr verzweifeltes Handeln. Sie stammen aus gutem Hause oder kommen aus Jugendheimen und Schulinternaten. Oft liegen die Ursachen für ihre Probleme in häuslichen Konflikten oder Auseinandersetzungen mit Lehrern oder Heimleitern. Geschildert wird aber auch die schwierige Arbeit der Psychologen, Sozialhelfer und Polizisten, deren Ziel es ist, die Ausreißer wieder in ein geordnetes Leben zurückzuführen.

## Schauspieler und Rollen (Auswahl)
Folgende prominente Darsteller spielten in der Serie die Haupt- oder Nebenrollen: Carolin van Bergen, Claudia Rieschel, Hans von Borsody, Heide Keller, Pierre Franckh, Witta Pohl, Lutz Moik, Uwe Ochsenknecht und Franziska Bronnen.

## Episoden
Die Erstausstrahlung aller Episoden erfolgte zwischen August und Dezember 1978.
| Folge | Titel                      |
| ----- | -------------------------- |
| 1     | Die gute Bekannte          |
| 2     | Erzwungene Freundschaft    |
| 3     | Ab ins Internat            |
| 4     | Der Dauergast              |
| 5     | Das Ferienlager            |
| 6     | Der qualifizierte Abschluß |
| 7     | Heimliche Spazierfahrt     |
| 8     | Neuer Elternteil           |
| 9     | Ins Heim geh’ ich nicht    |
| 10    | Das Europacup-Spiel        |
| 11    | Was ist mit Jürgen los?    |
| 12    | Die bessere Lösung         |
| 13    | Um zehn Uhr ist Schluß     |

## DVD-Veröffentlichung
Die Serie wurde am 24. Juli 2015 in einer Komplettbox mit allen 13 Episoden von Pidax veröffentlicht.